# Josiah Zion Gumede
Josiah Zion Gumede (Bembesi, 19 settembre 1919 – 28 marzo 1989) è stato un politico zimbabwese.
È stato il primo ed unico Presidente dello Stato autoproclamato e non riconosciuto a livello internazionale dello Zimbabwe Rhodesia nel corso del 1979.
Successivamente la Rhodesia tornò sotto il controllo della Gran Bretagna, mentre lo Zimbabwe venne riconosciuto come Stato indipendente nel 1980.